# دروسينفلو
دروسينفلو (بالإنجليزية: Drusenfluh)‏ هو أحد جبال سلسلة سلسلة راتيكون وجزء من القمة الأم بيز كيتش يقع في سويسرا والنمسا. يبلغ ارتفاع الجبل حوالي 830 متر، بينما يبلغ ارتفاع نتوء الجبل 628 متر، وقد سجل أول وصول لقمة الجبل عام 1870.